# 吳松峻
吳松峻（Ng Chung Tsun，1996年9月2日—），生於香港，香港籃球運動員，司職控球後衛，現時效力全國男子籃球聯賽球隊廣西威壯。

## 籃球生涯
吳松峻生於香港，在中學時升讀學界勁旅拔萃男書院，期間在2013/14年度入選學界精英賽明星隊球員，再在2014年的NIKE LEAGUE榮膺助攻王，畢業後他選擇升讀香港理工大學，到1年後便轉讀台灣的中國文化大學國際企業系，並加入在大專校院籃球運動聯賽競逐的校隊，在台灣時他一度因高強度的訓練與無法進入正選名單而感到了灰心，獲得了隊友林秉聖的鼓勵、推薦，加上個人持續鍛鍊下成功進入文化大學一軍。
吳松峻在大學畢業前便於2018年3月26日，回香港加盟甲一職業球隊東方龍獅，並在3月27日對滿貫的高級組銀牌賽，首度為東方上陣。2018年球季，吳松峻協助東方於5場3勝制的總決賽，以場數3–2擊敗南華，奪得冠軍。同時球季結束後，他亦再度赴台完成學業。
全国男子篮球联赛2023、2024賽季吳松峻效力石家庄翔蓝。

## 外部連結
- 吳松峻在fiba.basketball（英语）
- 吳松峻在Eurobasket.com（球員）（英语）
- 吳松峻在Proballers（英语）
- 吳松峻在RealGM（球員）（英语）
- 吳松峻在Flashscore（英语）